# Hans Maikowski
Hans Eberhard Maikowski (23 de febrero de 1908, Berlín, Imperio alemán - 31 de enero de 1933, Berlín, Tercer Reich)  fue un alemán, de ascendencia polaca, miembro de las SA. La propaganda nacionalsocialista lo enalteció debido a su muerte violenta el día de la toma del poder de los nacionalsocialistas, similar al de Horst Wessel.

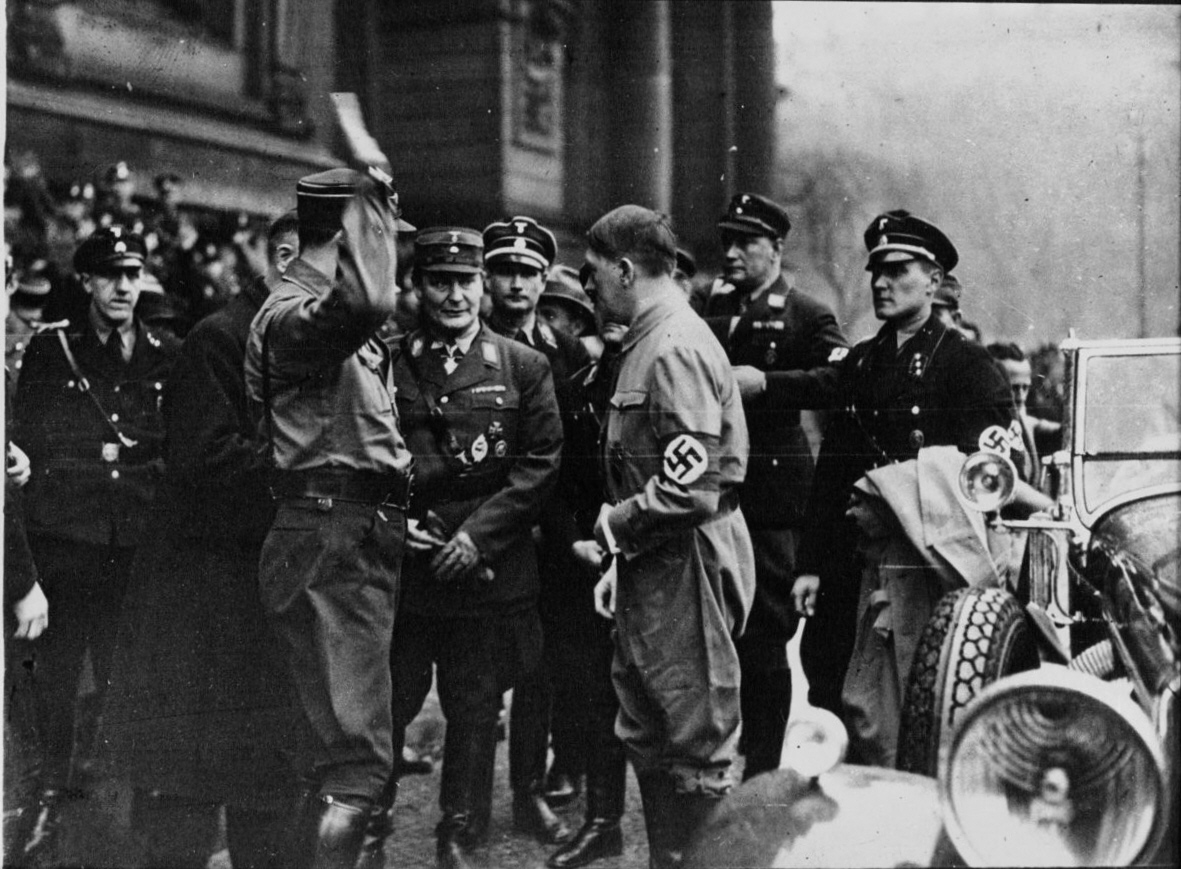
Funeral de estado de Maikowski y Josef Zauritz, 5 de febrero de 1933 en Berlín.

## Vida
Hans Maikowski se mudó a Stuttgart en 1923, donde tuvo sus primeros contactos con el NSDAP. Asistió a la escuela en Waldorf, allí por su actitud antisemita declarada se unió al partido, ya que éste representaba sus ideales. Desde 1924 en Berlín, se unió al club camuflado como Weir Association Olympia y el Frontbann Nord. De 1924 a 1925 fue soldado del Reichswehr. De 1926 a 1928 completó un aprendizaje como jardinero. Maikowski en 1926 fue el primer abanderado de Berlín de las SA y fundó en 1929 la "Juventud de los Trabajadores de Charlottenburgo".
Desde el 20 de febrero de 1931 hasta su muerte, fue líder de la SA-Storm 33 en Berlín-Charlottenburg. El término de "Killer Storm", se refirió a numerosos asesinatos de opositores políticos a principios de los años 30. El propio Maikowski huyó al extranjero por un corto tiempo después de haberse declarado culpable ante un abogado por haber disparado al trabajador Walter Lange el 9 de diciembre de 1931 en el curso de una batalla callejera en el actual Otto-Suhr-Allee. Fue arrestado en 1932 de octubre de su regreso, pero estableció el 23 de diciembre de 1932 en la estela de la amnistía de Navidad en libertad. Luego se desempeñó en el Nacionalista Observador opera.
El 30 de enero de 1933, Maikowski participó en la procesión de antorchas para celebrar el nombramiento de Adolf Hitler como canciller. En el camino de vuelta, la tormenta dirigida por Maikowski 33 hizo un desvío a través de la Wall Street en Charlottenburg, sitio recurrente de comunistas, que fue vista como una  intención provocadora de los partidarios del KPD. Allí se produjo un tiroteo con los residentes, en el que el oficial de policía Josef Zauritz disparó y Maikowski resultó gravemente herido, Falleciendo en el hospital Westend.
Los hechos del caso quedaron sin respuesta. La propaganda nacionalsocialista atribuyó los hechos a los comunistas. Estos insistieron en no haber disparado un tiro y nombraron a un testigo que acusó a un hombre de las SA. Un importante juicio en contra de 56 acusados, casi todos miembros del KPD, terminó con condenas por un total de 39 años en prisión y 95 años en prisión, sin ninguna evidencia de participación directa, y una absolución. Declaraciones de los camaradas SA Maikowski a la Policía Estatal Secreta desde junio de 1933, quien describió al hombre SA Alfred Buske (26 de octubre de 1912 -18 de enero de 1934) como un perpetrador, permaneció en secreto y fue destruido en 1943. Más evidencia apoya la perpetración de Buskes. Sus camaradas erradicaron en ediciones posteriores de su libro conmemorativo Storm 33, Hans Maikowski, cualquier referencia a Buske y lo reemplazaron en una foto retocando por el hombre de las SA Paul Foyer, uno de los principales acusados en el juicio por el asesinato de Otto Grüneberg.
La propaganda nacionalsocialista presentó a Maikowski como un mártir. El 5 de febrero de 1933, el líder de propaganda del Reich, Joseph Goebbels, organizó un gran evento en forma de funeral de estado para ambas víctimas en Berlín. Consistió en un funeral del pastor de DC Joachim Hossenfelder en la Catedral de Berlín y una solemne procesión fúnebre al Invalidenfriedhof , donde el funeral de Maikowski tuvo lugar después de los discursos de Hermann Göring y Goebbels y Fritz-Otto Busch. El evento, al que se dice que asistieron 600.000 personas, fue transmitido a todas las estaciones de radiodifusión. y extractos de ella se incorporaron a la película de propaganda nazi Germany Awakened (1933)t. El SA-Standard 1 más tarde llevaba el nombre de "Hans Maikowski".En muchas ciudades y pueblos alemanes, las calles recibieron su nombre.  En el lugar de su muerte, Wallstraße 52, ahora “Maikowskistraße”, una placa conmemorativa lo conmemora, al igual que una fuente conmemorativa en la cercana Richard-Wagner-Straße de 1937. Ninguno de los numerosos reconocimientos públicos Maikowski sobrevivió a la época de Hitler. 